# 옐레나 루블레우스카
옐레나 루블레우스카(라트비아어: Jeļena Rubļevska, 1976년 3월 23일~)는 라트비아의 근대5종 선수이다. 올림픽 근대5종 경기에 4번 참가하였고, 2004년 아테네에서 열린 하계 올림픽에서 은메달을 획득했다.

## 생애
리가에서 태어난 루블레우스카는 1999년에 라트비아 국가대표 선수로 발탁되었고, 그 해 3월에 카이로에서 열린 국제 경기를 통해 국제 대회에 처음으로 출전하였다. 이 대회에서는 9위에 올랐다. 같은 해 4월 8일에는 로마에서 열린 월드컵을 통해 개인 첫 월드컵 참가를 이뤄냈다. 2000년 시드니에서 열린 2000년 하계 올림픽에서 라트비아 국가대표로 참가하여 8위를 했고 2004년 아테네에서 열린 2004년 하계 올림픽에서는 헝가리의 뵈뢰시 주전너의 뒤를 이어 은메달을 획득했다.

## 개인사
딸인 이에바는 수영 선수로 활동하고 있다.